# Bojana Radulovics
Bojana Radulovics (srb. Бојана Радуловић) (ur. 23 marca 1973 roku w Suboticy), urodzona w Jugosławii  była węgierska piłkarka ręczna, reprezentantka Jugosławii do 1999 roku, a także  reprezentantka Węgier w latach 2000–2005. Występowała na pozycji środkowej rozgrywającej. Zdobyła wicemistrzostwo Olimpijskie w 2000 r. w Sydney. Karierę sportową zakończyła w 2007 r. Dwukrotnie wybierana najlepszą szczypiornistką na świecie w 2000 i 2003 r.

## Sukcesy
- 1998, 1999, 2003, 2004:  mistrzostwo Węgier
- 1998, 1999, 2000, 2002, 2004, 2007:   puchar Węgier
- 1998:  puchar EHF
- 1999:  zwycięstwo w Lidze Mistrzyń
- 2000:  wicemistrzostwo Olimpijskie; Sydney
- 2003:  wicemistrzostwo Świata
- 2004:  brązowy medal mistrzostw Europy

## Wyróżnienia
- 2000, 2004: najlepsza szczypiornistka na Węgrzech
- 2000: wybrana do Siódemki gwiazd Igrzysk Olimpijskich, Sydney
- 2000, 2003: uznana najlepszą szczypiornistką na świecie
- 2003: królowa strzelczyń mistrzostw Świata
- 2003: wybrana do Siódemki gwiazd mistrzostw Świata
- 2004: królowa strzelczyń Igrzysk Olimpijskich; Ateny